# Royale Entente sambrevilloise
Maillots
Dernière mise à jour : 18 juin 2025.
La Royale Entente Sambreville est un club de football belge, localisé à Tamines (dans l'actuelle entité de Sambreville). Ce club porte le n° de matricule 127. Ses couleurs sont « Vert et Blanc ».
Bien qu'inactif depuis août 2001, le club est toujours existant car son matricule 127, n'a été ni radié, ni démissionné des registres fédéraux en juin 2025..
Ce club porte le nom d'Entente Tamines pendant presque toute son existence « active » et n'adopte celui de R. Entente sambrevilloise qu'en 1997, après une fusion avec la R. US Falisolle (matricule 4415).
L'Entente Tamines est le premier club de la Province de Namur à rejoindre les séries nationales en 1923. Au total, le matricule 127 y évolue 14 saisons.
En raison de ses soucis financiers, le club arrête ses activités au terme de la saison 1999-2000, et se retrouve "en instance de démission" en août 2001. Mais sa radiation n'intervient finalement pas.

## Repères historiques

### Prémices
- 1905 : création de CERCLE DE TAMINES.
- 1909 : 13 mai 1909, un club dénommé LES SPORTS TAMINOIS s'affilie à l'UBSFA comme « membre adhérent ». Le 16 mai 1909, il devient « membre effectif » le 16/05/1909. Il est encore actif en dans le courant de l'année 1910, puis on perd sa trace. Il a plus que probablement cessé ses activités durant la Première Guerre mondiale.
- 1910 : 27/05/1910, CERCLE DE TAMINES est "restructuré" et devient le CERCLE SPORTIF TAMINOIS.
- 1913 : 6 février 1913, CERCLE SPORTIF TAMINOIS s'affilie à l'UBSFA comme « membre adhérent ».
- 1913 : 23 avril 1913, CERCLE SPORTIF ALLOUTOIS s'affilie à l'UBSFA. On perd ensuite sa trace. Comme pour le club LES SPORTS TAMINOIS l'hypothèse la plus plausible est une disparition pendant le premier conflit mondial.
- 1920 : 21 janvier 1920, CERCLE SPORTIF TAMINOIS devient « membre effectif » de la désormais URBSFA.
- 1920 : 25 janvier 1920, UNION FOOTBALL CLUB TAMINES s'affilie auprès de l'URBSFA.

### «Entente»
- 1921 : 8 août 1921, fusion de CERCLE SPORTIF TAMINOIS et de UNION FOOTBALL CLUB TAMINES pour former ENTENTE TAMINES. Conformément au règlement en vigueur à l'époque, le CS Taminois et l'Union FC Tamines sont démissionnés de la fédération peu de temps après, à savoir le 21 août 1921.
- 1926 : 21 décembre 1926, l'URBSFA publie la première liste du « registre des n° matricules » qui vient d'être instauré. ENTENTE TAMINES se voit attribuer le n° de matricule 127.
- 1930 : 4 décembre 1930, reconnue « Société Royale », ENTENTE TAMINES (127) devient ROYALE ENTENTE TAMINES (127).
- 1943 : 3 septembre 1943, fondation de JEUNESSE SPORTIVE TAMINOISE qui s'affilie à l'URBSFA le 20 septembre 1943 et se voit attribuer  le n° de matricule 3939. Pour des raisons de moins en moins connues car moins transmises, ce club et l'Entente Tamines vont toujours si pas se détester copieusement, à tout le moins entretenir une terrible rivalité.
- 1946 : 26 avril 1946, fondation de UNION SPORTIVE FALISOLLE qui s'affilie auprès de l'URBSFA le 31 mai 1946 et se voit attribuer le n° de matricule 4415.
- 1996 : Vers le 1er août 1996, UNION SPORTIVE FALISOLLE (4415) est reconnue « Société royale ». Ce club prend le nom ROYALE UNION SPORTIVE FALISOLLE (4415) à partir du 22 octobre 1996.
- 1997 : 1er juillet 1997, fusion de ROYALE ENTENTE TAMINES (127) fusionne avec ROYALE UNION SPORTIVE FALISOLLE (4415) pour former ROYALE ENTENTE SAMBREVILLOISE (127).
- 2001 : 16 août 2001, ROYALE ENTENTE SAMBREVILLOISE (127) est en mis « en instance de démission ». Devenu inactif, le club existe toujours, administrativement parlant, vingt ans plus tard !

## Histoire

### Prémices
Un premier cercle de football est fondé par Marcel Feron en 1905 sous le nom de Cercle de Tamines. L'année "1905" sera retenu comme année de fondation lors de l'attribution du titre de "Société Royale" 25 ans plus tard. Le club est mentionné fondé le 29 mai 1910 sous la dénomination de Cercle sportif taminois. Il s'agit vraisemblablement d'une restructuration du premier cité. L'équipe joue au lieu-dit "Sous-la-ville", ses couleurs sont au départ des maillots gris avec des parements verts, ensuite elles deviennent définitivement "Vert et Blanc"".
Le club se développe avec de plus en plus de membres, par contre, les adversaires potentiels se font encore assez rares. Dès lors, en position de force au niveau quantitatif le club se scinde. C'est ainsi que nait l' Union Football Club de Tamines, un deuxième club taminois issu du Cercle, fondé par François Lavis, afin d'avoir des matches plus réguliers. Ses couleurs étaient Bordeaux et Bleu ciel. L'harmonie était total entre les deux clubs qui se partageaient le même terrain et le même local. Par contre les derbies entre les deux formations sont passionnants et acharnés.
Initialement, le CS taminois a joué dans la Fédération wallonne des sports athlétiques puis en 1913, il devient "membre adhérent" de l'UBSFA (actuelle URBSFA). La Première Guerre mondiale empêche le club, comme tous ces homologues, de se développer. Les activités reprennent après l'Armistice et le CS taminois devient membre effectif de l'URBSFA en 1920, le même jour que l'Union FC.

### L'Entente
Après la fin du premier conflit mondial, à l'instar des autres associations sportives, les deux clubs taminois reprennent leurs activités à temps plein et les succès populaires et sportifs sont de nouveau au rendez-vous. L'envie de grandir est présente, ainsi les deux entités décident de s'unir. Le 8 mai 1921, les deux sociétés sportives fusionnent et le cercle former reçoit le nom d'Entente Tamines. Conformément au règlements de l'époque (et qui restent en vigueur jusqu'en 1964), le cercle nouvellement constitué est affilié à la désormais URBSFA alors que les deux cercles initiaux en sont démissionnés.
L'Entente Tamines connait le succès et profite d'une restructuration voulue par l'URBSFA. À la fin de la saison 1922-1923, le club accède à la Promotion (à l'époque D2) qui passe d'une à deux séries de quatorze équipes. Il devient ainsi le premier club de la province de Namur à jouer en "nationale". Cependant versée dans une série remportée par le White Star Woluwé, l'Entente ne peut faire mieux qu'une avant-dernière place et doit redescendre en compagnie de trois autres des sept promus que renferme leur poule : Vilvorde FC, ARA termondoise, et Fléron FC.
Le cercle sambrien remonte en "nationales" deux saisons plus tard en profitant à nouveau d'une réforme quand la fédération belge crée un 3e niveau national qui hérite du nom de "Promotion". En 1926-1927. Le club qui s'est vu attribuer le matricule 127 en décembre 1926 termine une nouvelle fois avant-dernier et redescend en compagnie de l'Union hutoise et de l'Excelsior Bruxelles.

### Tamines domine!
L'Entente Tamines ne reste qu'une saison en séries provinciales et remonte directement au 3e niveau. Elle parvient cette fois à assurer son maintien en finissant 7e d'une série remportée par le Sporting de Charleroi. Cependant, douze mois plus tard, c'est une nouvelle avant-dernière place qui attend le matricule 127 avec un retour en régionale avec les autres Namurois d'Andenne et les Brabançons flamands d'Humbeek alors que le Belgica Edegem est sacré champion après un "test-match" contre Hoboken. En effet, outre des équipes namuroises et brabançonnes, la série comptent aussi des formations anversoises et hennuyères.
C'est donc dans les séries régionales que le club fête sa reconnaissance à la qualité de "Société royale" et adapte son appellation en Royale Entente Tamines, en 1930.Cette reconnaissance abonde dans le sens d'une création en 1905, même si l'on sait avec le recul du temps que les erreurs d'écritures et/ou de retranscriptions n'était pas rares à l'URBSFA. Il semble donc que le club "fonder" en 1910 soit une restructuration ou la continuité de celui fondé en 1905. Le club consolide sa déjà très bonne réputation régionale et sort régulièrement vainqueur des matches qui l'opposaient à ses principaux rivaux de sa province : Namur Sports, Ham FC ou encore le CS andennais. Le cri de ralliement des supporters sambriens est resté longtemps "culte" et s'est transmis à travers les générations: « Tamines domine !»[réf. nécessaire]
Le cercle ne fait plus qu'une seule apparition en séries nationales (en 1934-1934) avant que n'éclate la Seconde Guerre mondiale.

### Longues absences
Cependant, la'Royale Entente Tamines ne parvient jamais à s'ancrer en séries nationales et n'y fait que de brefs séjours. Elle doit ainsi attendre le milieu des années 1950, pour revenir "Promotion" qui est à ce moment devenue le 4e niveau hiérarchique du football belge. Le matricule 127 réussit un bail de trois saisons de 1956 à 1959, avec une 12e puis une 9e place, puis une lanterne rouge. Versée dans une série avec des cercles anversois et limbourgeois, l'Entente retourne en "P1" avec Looi Sport et le Vigor Beringen alors que les "voisins" de l'UBS Auvelais savourent leur titre conquis devant l'Entente sportive jamboise.
En 1960, le matricule 127 conquiert le titre provincial, mais ne peut éviter une nouvelle avant-dernière place en "Promotion" la saison suivante. Alors que Kontich est champion, les Sambriens redescendent avec le SC athusien et le Wallonia Namur 2e du nom.
En 1964-1965, l'Entente Tamines est de retour en "Promotion", mais elle n'est jamais dans le coup. Rapidement distancé, le vieux club namurois termine dernier, derrière La Forestoise et... Kontich dans une série remportée par le Racing Jette.

### Anonymat, dernier sursaut, disparition
Le matricule 127 plonge ensuite dans l'anonymat des divisions provinciales pendant plus de trente ans.
Sous la houlette de Léopold Castellan et Georges Orban, le club retrouve la "Promotion" en 1996. Pour la première fois de son histoire, l'Entente Tamines passe quatre saisons consécutives en séries nationales.
Après avoir assuré son maintien assez aisément (7e), le matricule 127 cherche à consolider ses finances en fusionnant avec un cercle voisin, la R. US Falilsolle (matricule 4415).
Devenu la Royal Entente sambrevilloise, le vieux cercle gagne une place en 1998, puis termine sur la troisième marche du podium en 1999 derrière les Francs Borains et Tubize. Cette troisième place permet au club de prendre part au Tour final de Promotion pour décrocher une place en Division 3. Mais les rêves de retrouver un niveau qu'elle n'a plus connu depuis 65 ans s'estompent rapidement pour l'Entente avec une défaite (2-0) au Lyra dès le premier tour.
Malheureusement, les espoirs sportifs soulevés laissent vite la place au désenchantement quelques mois plus tard. Minée par les dettes, la R. Entente sambrevilloise connait une saison 1999-2000 très difficile. Toutefois, le club s'arrache et parvient à assurer son maintien en "Promotion". Elle doit cependant abandonner l'activité sportive et se déclare en "inactivité" pour la saison 2000-2001. Ce renoncement profite à un autre club de la Province de Namur qui peut prendre la place laissé libre au 4e niveau. Celle-ci revient à la RJ aischoise.
C'est un gros chapitre de l'histoire du football namurois qui se referme car en 2001, la Royale Entente sambrevilloise ne reprend pas ses activités. Elle se retrouve de fait "en instance de démission" sur les registres de l'URBSFA. Cette situation administrative perdure depuis plus de vingt ans.
Ironie du sport, au terme de la saison 2001-2002, c'est la R. JS taminoise qui atteint les séries nationales pour la première fois de son histoire.

### Installations reprises
Les installations de l'ancien matricule 127 de la "rue St-Martin" sont reprises par le Royal Moignelée Sport (matricule 708) qui change son nom et devient l'Union sambrevilloise et ensuite Royale Union Sambreville Auvelais. Pour être complet, rappelons que ce matricule 708 a évolué une saison en "nationale", lors de la saison 1934-1935.

## Résultats en séries nationales
Statistiques clôturées - Club disparu

### Bilan
| Niv | Divisions    | Jouées | Titres | TM Up | TM Down |
| --- | ------------ | ------ | ------ | ----- | ------- |
| I   | 1e nationale | 0      | 0      |       |         |
| II  | 2e nationale | 1      | 0      |       |         |
| III | 3e nationale | 4      | 0      |       |         |
| IV  | 4e nationale | 9      | 0      | 1     |         |
|     |              |        |        |       |         |
|     | TOTAUX       | 14     | 0      | 1     |         |

- TM Up= test-match pour départager des égalités, ou toutes formes de Barrages ou de Tour final pour une montée éventuelle.
- TM Down= test-match pour départager des égalités, ou toutes formes de Barrages ou de Tour final pour le maintien.

### Saisons
| Ordre | Saison  | Nom du club               | Niveau                 | Classement final | Remarques                                        |
| ----- | ------- | ------------------------- | ---------------------- | ---------------- | ------------------------------------------------ |
| 1     | 1923-24 | Entente Tamines           | Promotion (D2) série B | 13e/14           | Relégué !                                        |
|       |         |                           |                        |                  | séries régionales                                |
| 2     | 1926-27 | Entente Tamines           | Promotion (D3) série C | 13e /14          | Relégué !                                        |
|       |         |                           |                        |                  | séries régionales                                |
| 3     | 1928-29 | Entente Tamines           | Promotion (D3) série B | 7e /14           |                                                  |
| 4     | 1929-30 | Entente Tamines           | Promotion (D3) série B | 13e /14          | Relégué !                                        |
|       |         |                           |                        |                  | séries régionales                                |
| 5     | 1933-34 | R. Entente Tamines        | Promotion (D3) série C | 14e /14          | Relégué !                                        |
|       |         |                           |                        |                  | séries régionales & provinciales                 |
| 6     | 1956-57 | R. Entente Tamines        | Promotion série B      | 12e /16          |                                                  |
| 7     | 1957-58 | R. Entente Tamines        | Promotion série D      | 9e /16           |                                                  |
| 8     | 1958-59 | R. Entente Tamines        | Promotion série C      | 16e /16          | Relégué !                                        |
|       |         |                           |                        |                  | séries provinciales                              |
| 9     | 1960-61 | R. Entente Tamines        | Promotion série A      | 15e /16          | Relégué !                                        |
|       |         |                           |                        |                  | séries provinciales                              |
| 10    | 1964-65 | R. Entente Tamines        | Promotion série D      | 16e /16          | Relégué !                                        |
|       |         |                           |                        |                  | séries provinciales                              |
| 11    | 1996-97 | R. Entente Tamines        | Promotion série D      | 7e /16           |                                                  |
| 12    | 1997-98 | R. Entente sambrevilloise | Promotion série D      | 6e /16           |                                                  |
| 13    | 1998-99 | R. Entente sambrevilloise | Promotion série D      | 3e /16           | Tour final                                       |
| 14    | 99-2000 | R. Entente sambrevilloise | Promotion série D      | 12e /16          | Relégué administrativement                       |
|       | 2001    | Arrêt (en démission).     |                        |                  | En inactivité mais pas de radiation du matricule |